# System Shock 2
System Shock 2 är ett datorspel för Windows och uppföljare till System Shock. Spelet utvecklades av Irrational Games i samarbete med Looking Glass Studios och släpptes år 1999. Tekniskt sett är spelet baserat på spelmotorn Dark Engine vilken utvecklades för Thief: The Dark Project. System Shock 2 fick god kritik i medierna, men kommersiella framgångar uteblev.

## Handling
Spelets handling utspelar sig 42 år efter första spelet. Trioptimum Corporation har byggt det nya rymdskeppet Von Braun vars hastighet överstiger ljusets och sammankopplad med den militära stridsfarkosten Rickenbacker ska de utforska världen Tau Ceti 5. Fem månader efter att rymdskeppet lämnat jorden, vaknar spelaren. Skeppet är övergivet och skrik hörs. Någonting har hänt, och precis som i System Shock, är det upp till spelaren att ta reda på vad som pågår.
Spelet inleds på jorden, år 2114 där spelaren introduceras till spelets kontroller genom olika övningar. Därefter väljer spelaren en bakgrund och fördelar skill-points mellan olika färdigheter. Efter avslutad utbildning åker spelaren till Von Braun.
Genom spelets gång möter spelaren fiender i form av robotar och De Många (The Many), ett slags livsform som har infekterat människorna ombord på Von Braun. Datorn, eller den artificiella livsformen XERXES, har blivit galen. Det är denna dator som styr säkerhetskamerorna ombord, och ställer sig spelaren framför en kamera hörs ett annorlunda ljud som upplyser spelaren om att kameran ser denne vilket efter tre sekunder utlöser ett alarm och lockar till sig fiender.

## Spelstil
Spelet har ett förstapersonsperspektiv och beskrivs som en blandning av FPS och RPG. Genom att växla mellan två vyer hanterar spelaren de två spelstilarna.
Spelet introducerar spelelementet forskning. Genom spelets gång hittar spelaren olika okända föremål. Genom användning av kemikalier är det möjligt att genom "forskning" förstå föremålens syfte. Fienderna i spelet tar aldrig slut då det genereras nya fiender under spelets gång. Inte nog med det, vapen som spelaren använder slits och går slutligen sönder men kan underhållas och vid behov repareras.
Under spelets gång hittar spelaren loggar vilka för fram handlingen och ger information som kan användas för att klara spelet. Loggarna består av ljudinspelningar med tillhörande text. I övrigt bärs handlingen fram av meddelanden samt skriptade scener.

## Uppföljning
Då Looking Glass Studios gick i konkurs såldes rättigheterna till System Shock. Men istället för att sälja hela System Shock blev segment och delar sålda. Den som idag äger mest av System Shock är Electronic Arts. Electronic Arts har utövat detta genom att skickat ut varningsmeddelanden till personer och fans som försökt skapa sina egna moddar till andra spelmotorer, anledningen är så klart att de inte har tillstånd för sådant.
Irrational Games har utvecklat spelet Bioshock, ett slags "fortsättning i samma anda" på System Shock-idén. Spelet i sig har ingen direkt koppling till System Shock. Dock har spelet ett liknande upplägg som System Shock 2, samt en blandning mellan RPG och FPS.